# Obtusoecia antarctica
Obtusoecia antarctica är en kräftdjursart som först beskrevs av G. W. Müller 1906.  Obtusoecia antarctica ingår i släktet Obtusoecia och familjen Halocyprididae. Inga underarter finns listade i Catalogue of Life.